# Koehaaien
De koehaaien (Hexanchidae) vormen een familie van primitieve haaien uit de orde van grauwe haaien (Hexanchiformes). Ze komen voor in de Atlantische, Indische en Grote Oceaan.

## Eigenschappen
De soorten uit deze familie zijn diepzeehaaien die tot diepten van ten minste 1875 meter voorkomen. De soorten uit het geslacht Hexanchus hebben zes kieuwspleten, de soorten uit de geslachten Heptranchias en Notorynchus zeven. Er is één rugvin. Koehaaien worden wel beschouwd als de meest primitieve van alle haaisoorten, omdat hun skelet lijkt op dat van de oude uitgestorven vormen, en weinig aanpassingen heeft ondergaan in de loop van de geschiedenis. Ook hun spijsverterings- en uitwerpselorganen lijken op die van hun primitieve voorouders.
Koehaaien leven van relatief grote zeeorganismen, waaronder andere haaien, roggen, beenvissen en aas. De grootte varieert van 1,40 tot 4,80 meter.

## Taxonomie
Tot de familie behoren de volgende geslachten:
- Heptranchias Rafinesque, 1810[4]
- Hexanchus Rafinesque, 1810[4]
- Notorynchus (Ayres, 1855)[1][5]

## Notorynchidae
Volgens Fishbase is Notorynchus ingedeeld als geslacht binnen de familie Hexanchidae, ITIS ziet deze als een aparte familie binnen de orde Hexanchiformes. 
Franjehaaien (Chlamydoselachidae) · Koehaaien (Hexanchidae)